# Jonio (estación)
Jonio es la estación terminal de la línea B1 del Metro de Roma. Se encuentra en la intersección de Jonio con via Scarpanto, en Piazza Jonio. Conca d'Oro, de la cual recibe su nombre.

## Historia
Los trabajos de construcción comenzaron en noviembre de 2009, y estaban previstos para 2013. Sin embargo, numerosos retrasos provocaron que la apertura ocurriera recién el 21 de abril de 2015. La estructura está construida para albergar la combinación con la futura línea D, proyecto postergado desde 2012.